# Прекрасная Кассандра
«Прекра́сная Касса́ндра» (англ. The Beautifull Cassandra) — короткое юношеское произведение английской романистки Джейн Остин. Это — пародия на мелодраматические и сентиментальные романы того времени. Сочинение рассказывает историю молодой девушки, которая выходит в свет, чтобы найти приключений.
Официальный перевод в России не вышел до сих пор. Однако энтузиасты и любители трудов Остин восполнили этот пробел.

## Стиль
Остин создаёт персонажей и пародирует без авторского приукрашивания.
Уже в предисловии мы видим стиль изложения:
- Мисс Остин» — пародия на изобилие литературного восхваления: «Госпожа, Вы — само совершенство […], Ваш облик прекрасен […], Ваша речь разумна и Ваша наружность исключительна». Автор развивает действие: героиня «прелестна и любезна, и случилось ей влюбиться в элегантный капор, в котором она вышла […] на поиски счастья». Всё вышеперечисленное было свойственно литературе того времени и вызывало в уме читателя ассоциации; писательница объясняет это модой, где каждая деталь очень важна для создания целостной картины. Эти введения дают ход новым идеям и позволяют Остин выходить за пределы одного жанра. Такая гибкость со стороны автора приводит к разнообразию характеров её героев: описание «Кассандры» занимает менее 30 предложений и здесь Джейн полагается на воображение чтеца — его видение социальной лестницы, восприятие приключений, ожидание прекрасного и просто взаимоотношения между людьми. Эта юная девушка (Кассандра) олицетворяет собой черты которые будут присущи более поздним персонажам Джейн Остин.